# 斐川町
斐川町（日语：／ Hikawa chō */?）是位于島根縣北部，簸川郡的一町，臨宍道湖，原本以斐伊川與出雲市相鄰。已在2011年10月1日併入出雲市。

## 歷史
原本在2003年曾經計畫與出雲市、平田市、佐田町、大社町、多伎町、湖陵町合併，但在公民投票中遭到否決，因此並未2005年與出雲市合併。
直到2010年的公民投票中，以超過六成的比例支持合併，2011年最終還是併入了出雲市。

### 年表
- 1889年4月1日：實施町村制，現在的轄區在當時分屬出雲郡：莊原村、出東村、出西村、直江村、伊波野村、久木村。
- 1896年4月1日：神門郡、楯縫郡、出雲郡合併為簸川郡。
- 1955年4月1日：莊原村、出東村、出西村、直江村、伊波野村、久木村合併為斐川村。
- 1965年4月1日：改制為斐川町。
- 2011年10月1日: 併入出雲市。

### 變遷表
| 1889年4月1日 | 1889年 - 1926年 | 1926年 - 1954年 | 1955年 - 1989年      | 1955年 - 1989年     | 1989年 - 現在        | 現在                 |
| ------------ | --------------- | --------------- | -------------------- | ------------------- | -------------------- | -------------------- |
| 莊原村       | 莊原村          | 莊原村          | 1955年4月15日 斐川村 | 1965年4月1日 斐川町 | 2011年10月1日 出雲市 | 2011年10月1日 出雲市 |
| 出西村       |                 |                 | 1955年4月15日 斐川村 | 1965年4月1日 斐川町 | 2011年10月1日 出雲市 | 2011年10月1日 出雲市 |
| 出東村       |                 |                 | 1955年4月15日 斐川村 | 1965年4月1日 斐川町 | 2011年10月1日 出雲市 | 2011年10月1日 出雲市 |
| 伊波野村     |                 |                 | 1955年4月15日 斐川村 | 1965年4月1日 斐川町 | 2011年10月1日 出雲市 | 2011年10月1日 出雲市 |
| 直江村       |                 |                 | 1955年4月15日 斐川村 | 1965年4月1日 斐川町 | 2011年10月1日 出雲市 | 2011年10月1日 出雲市 |
| 久木村       |                 |                 | 1955年4月15日 斐川村 | 1965年4月1日 斐川町 | 2011年10月1日 出雲市 | 2011年10月1日 出雲市 |

## 交通

### 機場

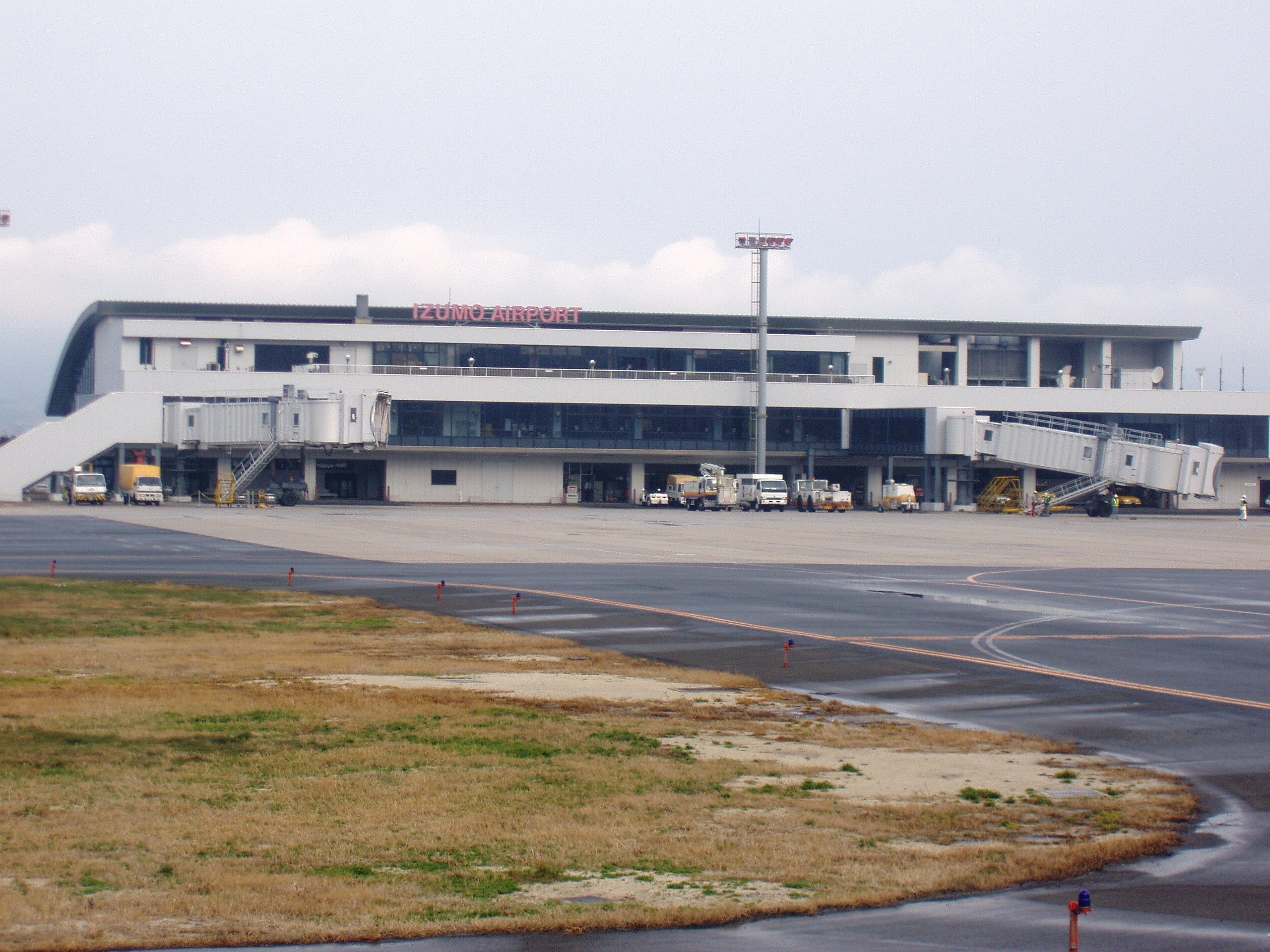
出雲機場

- 出雲機場

### 鐵路
- 西日本旅客鐵道
  - 山陰本線：莊原車站 - 直江車站

### 道路
高速道路
- 山陰自動車道：斐川交流道

## 觀光資源
- 荒神谷遺跡
- 荒神谷博物館
- 出西窯
- 湯之川溫泉

## 姊妹、友好都市

### 日本
- 東吾妻町（群馬縣吾妻郡）：於1989年10月27日締結為姊妹都市

## 本地出身之名人
- 江角浩司（職業足球選手）
- 原裕太郎（職業足球選手）
- 杉原洋（職業棒球選手）

## 外部連結
- （日語） 斐川町觀光協會
- （日語） JA斐川町
- （日語） 斐川町商工會 （页面存档备份，存于）
- （日語） 出雲市、斐川町合併協議會